# Iba
För andra betydelser, se IBA.

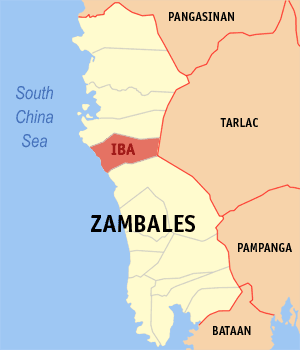
Ibas läge i provinsen Zambales.

Iba är en stad på Filippinerna och är administrativ huvudort för provinsen Zambales i regionen Centrala Luzon.
Iba räknas officiellt inte som stad utan är en kommun. Kommunen är indelad i 14 smådistrikt, barangayer, varav 7 är klassificerade som landsbygdsdistrikt och 7 som tätortsdistrikt. Hela kommunen har 34 678 invånare (folkräkning 1 maj 2000), varav 10 546 invånare bor i centralorten.